# Uruguayische Futsalnationalmannschaft
Die uruguayische Futsalnationalmannschaft (span.: Selección de fútbol sala de Uruguay) ist eine repräsentative Auswahl uruguayischer Futsalspieler. Die Mannschaft vertritt den Uruguayischen Fußballverband bei internationalen Begegnungen.
Uruguay nahm 1996, drei Jahre nach dem ersten Länderspiel, zum ersten Mal an der von der FIFA ausgetragenen Futsal-Weltmeisterschaft teil. Die Mannschaft schied erst in der Zwischenrunde aus. Bei den weiteren WM-Teilnahmen 2000 und 2008 gelang es Uruguay nicht, die erste Gruppenphase zu überstehen. Für die Weltmeisterschaften 2004, 2012 und 2016 verpasste das Team die Qualifikation.

## Futsal-Weltmeisterschaft
- 1989 – nicht teilgenommen
- 1992 – nicht teilgenommen
- 1996 – Zwischenrunde
- 2000 – Vorrunde
- 2004 – nicht qualifiziert
- 2008 – Vorrunde
- 2012 – nicht qualifiziert
- 2016 – nicht qualifiziert